# Seznam nikoli přátelských zemí

Rusko
Země na Seznamu nikoli přátelských zemí

Seznam nikoli přátelských zemí (rusky Список недружественных стран, Spisok nedružestvennych stran)
je seznam zemí zveřejněný ruskou vládou, které považuje za „nepřátelské“ Rusku a „páchají nepřátelské akce proti Rusku, ruské společnosti a jejím občanům“.
Poprvé byl seznam zveřejněn v květnu 2021 a byly na něm uvedeny pouze dvě země – Spojené státy americké a Česká republika. Seznam byl rozšířen na 48 zemí v únoru 2022 poté, co tyto země zpřísnily sankce proti Rusku po ruské invazi na Ukrajinu. Na seznamu jsou všechny členské státy G7 a všech 27 členských států Evropské unie.
Země přidané na seznam nikoli přátelských zemí podléhají určitým omezením souvisejícím s jejich vztahy s Ruskem, včetně obchodních a měnových omezení a náborových limitů na diplomatických zastoupeních uvedených zemí v Rusku.

## Seznam zemí
- Albánie
- Andorra
- Austrálie
- Bahamy
- Černá Hora
- Česko
- Dánsko
- Chorvatsko
- Island
- Japonsko
- Jižní Korea
- Kanada
- Lichtenštejnsko
- Maďarsko
- Mikronésie
- Monako
- Norsko
- Nový Zéland
- Řecko
- San Marino
- Severní Makedonie
- Singapur
- Slovensko
- Slovinsko
- Spojené království[pozn. 1]
- Spojené státy americké
- Švýcarsko
- Tchaj-wan
- Ukrajina
- Evropská unie[pozn. 2]

## Historie
Dne 4. června 2018 podepsal ruský prezident Vladimir Putin zákon, který vládu zmocňuje k zavedení protiopatření proti zemím, které se rozhodly zapojit do „nepřátelských“ akcí proti Rusku. Mezi uvedená protiopatření patřila omezení dovozu a vývozu, pozastavení či ukončení mezinárodní spolupráce nebo privatizace státního majetku. Oznámení o schválení legislativy zveřejněné ruskými státními médii konkrétně jmenovalo Spojené státy jako cíl zákona.
V dubnu 2021 mluvčí ruského ministerstva zahraničí Marija Zacharovová oznámila, že Rusko zveřejní „seznam nikoli přátelských zemí“, který zahrnuje Spojené státy. První návrhy seznamu unikly a zahrnovaly až deset zemí, ale konečný seznam vydaný Ruskem obsahoval pouze dvě: Spojené státy a Českou republiku. Ruská vláda zveřejněním seznamu omezila počet ruských státních příslušníků v české ambasádě v Rusku na 19 a zakázala americké ambasádě v Rusku najímat místní zaměstnance.
Vztahy Ruska s oběma zeměmi byly v té době na nízké úrovni. Spojené státy a Rusko si nedávno vzájemně vyhostily své diplomaty a Spojené státy zavedly proti Rusku sankce jako odvetu za údajné ruské kybernetické útoky a zasahování do amerických voleb. Česká republika obvinila dva agenty ruské vojenské rozvědky GRU, že stáli za dvěma výbuchy muničních skladů ve Vrběticích v roce 2014.

### Rozšíření seznamu během března 2022
V únoru 2022 zahájilo Rusko rozsáhlou invazi na sousední Ukrajinu. Četné země po celém světě začaly zavádět ekonomické sankce proti Rusku jako odvetu za invazi s cílem ochromit ruskou ekonomiku, navíc se Mikronésie rozhodla přerušit diplomatické vztahy s Ruskem. V reakci na to Rusko rozšířilo seznam nikoli přátelských zemí na 48 zemí z celého světa, které uvalily sankce nebo přerušily diplomatické vztahy.

## Restrikce proti „nikoli přátelským“ státům
Právní základ pro zavedení sankcí proti zemím považované za „nikoli přátelské“ Rusku byl původně schválen v červnu 2018 s nabídkou dostupných protiopatření, včetně omezení dovozu a vývozu, pozastavení nebo ukončení mezinárodní spolupráce nebo privatizace státního majetku, ale nebyly uvedeny žádné konkrétní cíle. Když byly v dubnu 2021 na seznam přidány Spojené státy a Česká republika, Rusko omezilo počet místních zaměstnanců, které mohly najmout diplomatické mise obou zemí v Rusku. Velvyslanectví České republiky mohlo přijmout pouze 19 ruských zaměstnanců, zatímco velvyslanectví Spojených států nemohlo přijmout žádné.
V březnu 2022, jako odvetu za sankce uvalené proti Rusku v reakci invaze na Ukrajinu, přidalo Rusko na seznam nikoli přátelských zemí dalších 48 zemí, které proti němu uvalily sankce. Věřitelé ze zemí na seznamu, kteří chtěli přijímat platby na dluh, si museli otevřít speciální bankovní účet v ruské bance, aby mohli přijímat platby v ruských rublech než v jiné mezinárodní měně. Navíc všechny nové korporátní dohody mezi ruskými společnostmi a subjekty v zemích zapsaných na seznamu musely žádat o souhlas vládní komise.
Putin o několik týdnů později oznámil, že Rusko bude přijímat za vývoz zemního plynu do „nikoli přátelských zemí“ pouze rubl. V důsledku zmrazení devizových rezerv Ruské centrální banky v eurech a dolarech „nikoli přátelskými zeměmi“ a včetně zákazu SWIFT převádět dolary a eura do nebo z velké části ruského bankovního sektoru, Rusko již nepovažovalo platby v dolarech a eurech prostřednictvím zahraničních účtů za životaschopné. Ruská banka Gazprombank a společnost Rosněftbank byly ušetřeny sankcím SWIFT, aby umožnily zpracování plateb za ruský plyn a ropu do Gazpromu a Rosněfti. Rusko však stále čelilo riziku, že platby za energie v dolarech nebo eurech uložené v těchto bankách tam mohou být zmrazeny při budoucím prodloužení zákazu SWIFT. S požadavkem platit v rublech tomu předchází. Putin uvedl, že v důsledku toho „nedávalo smysl“ přijímat platby v jiných měnách. Mezinárodní sankce proti Rusku navíc způsobily propad hodnoty rublu. Evropská unie, která byla přidána na seznam, spoléhá na Rusko, která dováží 40 % zemního plynu, a vynucení plateb v rublech by mohlo pomoci zvýšit poptávku po měně a její hodnotě.
Ruský prezident Vladimir Putin podepsal dekret zavádějící vízová omezení pro občany z „nikoli přátelských zemí“ jako rozhodnutí učiněné v odvetě za nepřátelská opatření přijatá Evropskou unií, uvedl Kreml 4. dubna 2022. Podle dekretu Rusko částečně pozastaví jeho zjednodušené vízové dohody s členskými zeměmi EU spolu s Norskem, Islandem, Švýcarskem a Lichtenštejnskem. Kreml uvedl, že dekret také nařídil tamnímu ministerstvu zahraničí zavést individuální omezení vstupu cizincům a osobám bez státní příslušnosti, kteří se dopouštějí „nepřátelských činů vůči Rusku, jeho občanům nebo právnickým osobám“.
Rusko zakázalo 31. května 2022 vývoz inertních plynů včetně neonu a helia do „nikoli přátelských zemí“. Jednalo se o protisankci, která následovala po zákazu vývozu elektroniky do Ruska.
Dne 22. července 2022 přidalo Rusko na seznam odděleně od Evropské unie Dánsko, Chorvatsko, Řecko, Slovensko a Slovinsko. Ruský premiér Michail Mišustin uvedl, že seznam nyní tvoří země, které „přijaly nepřátelské akce vůči Rusku a zejména proti ruským diplomatickým a konzulárním zastoupením v zahraničí“. Dánské velvyslanectví v Rusku bylo omezeno na 20 zaměstnanců, řecké velvyslanectví na 34 a slovenské velvyslanectví na 16. Kromě toho chorvatské a slovinské velvyslanectví „nebudou moci najímat zaměstnance do svých diplomatických misí a konzulárních úřadů“.
Dne 24. července 2022 byly do seznamu zahrnuty rovněž Bahamy a britská závislá území Guernsey a Ostrov Man.
Dne 5. září 2022 Rusko vypovědělo dohodu s Japonskem o zprostředkovaných návštěvách Kurilských ostrovů japonskými občany, bývalými obyvateli těchto ostrovů.
30. října 2022 přidalo Rusko na seznam nikoli přátelských zemí 11 britských území. Webová stránka ruského kabinetu uvedla: „Na seznam, který podporoval sankce uvalené Spojeným královstvím na Rusko, bylo přidáno dalších jedenáct britských zámořských území. Jsou to: Bermudy, Britské antarktické území, Britské indickooceánské území, Kajmanské ostrovy, Falklandské ostrovy, Montserrat, Pitcairnovy ostrovy, Svatá Helena, ostrovy Ascension a Tristan da Cunha, Jižní Georgie a Jižní Sandwichovy ostrovy, Akrotiri a Dekelia, ostrovy Turks a Caicos.“ Spolu se třemi Brity kontrolovanými územími – ostrovem Anguilla, Britskými Panenskými ostrovy a Gibraltarem – to bylo všech 14 britských zámořských území zahrnutých na seznam.
30. prosince 2022 ruský prezident Vladimir Putin podepsal dekret, kterým povolil „nikoli přátelským zemím“ provádět platby za dodávky ruského zemního plynu v jiných měnách než rublem, jak požadoval jeho předchozí dekret z 31. března.

## Finanční sankce uvalené na lidi a podniky z „nikoli přátelských“ zemí
V březnu 2022 Rusko přijalo zákon, který umožňuje místním podnikům poskytovat vlastníkům patentů z nikoli přátelských zemí nulové odškodnění. Dekret číslo 299 upravila zákony o duševním vlastnictví v Rusku. Země na seznamu nepřátelských zemí by neobdržely reciprocitu za zboží chráněné autorským právem.
V březnu 2023 Rusko oznámilo, že lidé z nepřátelských zemí budou podléhat „dobrovolné“ výstupní dani ve výši až 10 procent, která bude zaplacena do ruského federálního rozpočtu, z prodeje podílů v ruských společnostech. Rozšířena v červenci 2023 tak, že společnosti opouštějící Rusko musí prodat svá aktiva ruským kupcům s 50% slevou. Vyhláška rovněž zakazuje zahrnovat opce zpětného odkupu.